# تشارلز هوارد جونسون
تشارلز هوارد جونسون (بالإنجليزية: Charles Howard Johnson)‏ هو فنان أمريكي، ولد في عقد 1868 في كانساس سيتي في الولايات المتحدة، وتوفي في 3 يوليو 1896 في نيويورك في الولايات المتحدة.